# Snooki

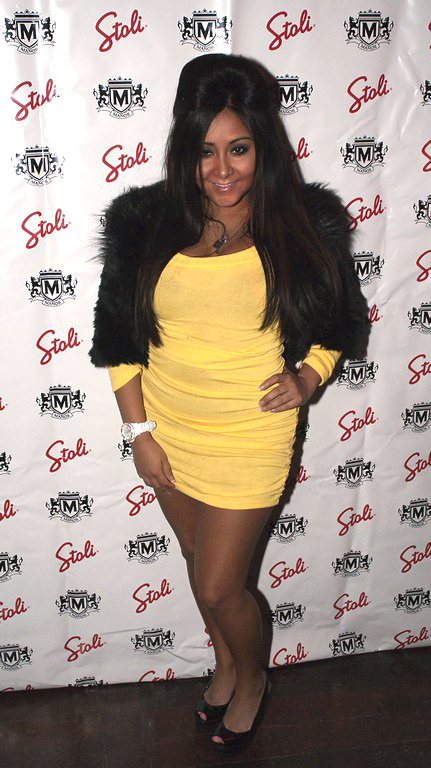
Snooki na party v Chicagu v říjnu 2010

Nicole Elizabeth "Snooki" Polizzi (* 23. listopadu, 1987, Santiago, Chile) je americká televizní hvězda a členka MTV reality show Jersey Shore. Před tím, než show v roce 2009 debutovala, tak se účastnila různých talk show jako The View, Ellen DeGeneres Show, Jimmy Kimmel Live, Late Show with David Letterman, Wendy Williams Show a byla speciálním hostem na WWE Raw. Je také jedna z nejvíce placených reality hvězd, v páté sezóně měla za jednu epizodu 150 000 dolarů. V březnu 2012 Snooki oznámila, že čeká své první dítě.

## Dětství
Snooki se narodila v Santiagu, Chile. Když jí bylo šest měsíců, byla adoptována italsko-americkými rodiči. Její otec je dobrovolný hasič a matka vedoucí kanceláře. Na střední škole získala přezdívku Snooki, když jí přátelé pojmenovali podle "Snookie", mužské postavě z filmu Nežádej svůj poslední tanec, protože byla první ze svých kamarádek která políbila kluka. Navštěvovala školu v Malboru v New Yorku, kde byla roztleskávačka. Když chodila na střední školu, trpěla poruchou příjmu potravy a vážila pouhých 36 kg. Vysokou školu navštěvovala také v Malboru kde studovala, aby se stala veterinární techničkou.

## Kariéra

### Realitní televize
MTV poprvé jí představilo poprvé v show Is She Really Going Out with Him?, zaměřující se na ženy, které chodí s nepříjemnými a arogantními muži. Se svým přítelem Justinem se objevili ve 14. epizodě jménem "Jerz Pud".
Nicole se stala součástí reality show Jersey Shore potom, co si jí všiml producent Doron Ofir. New York Times jí popsal jako "zvláštní část obsazení". V roce 2010 se media shodly na tom, že měla nejlepší Halloweenský kostým ze všech celebrit. Její popularita začala nejvíce stoupat u třetí sezóny když za jednu epizodu dostala zaplaceno 5000 dolarů, nyní za ní dostává 30 000 dolarů. Během focení pro Seaside Heights byla Snooki praštěna do obličeje od učitele tělocviku na základní škole, Brada Ferro. Video z tohoto incidentu dosáhlo veliké popularity na YouTube a Nicole za tuto, jak později zjištěno zahranou scénu, dostala zaplaceno 10 000 dolarů.
V roce 2011 Snooki a její kolegyně z Jersey Shore, Jennifer Farley, podepsaly smlouvu na natáčení nové show "Snooki a JWoww vs. Svět" která vyjde někdy v roce 2012 na MTV. V březnu 2012 Snooki potvrdila, že čeká své první dítě. To však může dělat problémy, protože je možnost aby byla obviněna z "tvrdé párty, chlastu a pařby" během těhotenství.

### Ostatní televizní vystoupení
Snooki se v roce 2010 stala moderátorkou pro CMT Music Awards. Dne 27. července se obsazení Jersey Shore objevilo v show New York Stock Exchange, kde se oslavoval Nový rok, a Snooki zazvonila na zvonek otevření. 12. září 2010 se Jersey Shore účastnili předávání cen MTV EMA. Později byla parodována v epizodě seriálu South Park se jménem "Je to Jersey" a také je často parodována v show Saturday Night Live hercem Bobbym Moynihanem.
14. března 2011 se stala speciálním hostem v show WWE Raw, kde se dostala do rvačky s LayCool (Layla a Michelle McCool), což vedlo k vyvtoření 6 Person Mixed Tag Team zápasu na WrestleManii XXVII. Tento zápas vyhrál tým Snooki, Trish Stratus a Johna Morrisona. 12. prosince 2011 na WWE Raw Slammy Awards získala cenu A-Lister roku. Této akce se nemohla zúčastnit, tak fanouškům nahrála vzkaz na video.

### Filmová kariéra
Snooki a její kolegové z Jersey Shore si zahráli sami sebe v komedii z roku 2012, Tři panáci.

## Osobní život
V březnu 2012 Snooki oznámila, že je zasnoubena se svým přítelem, Jionni LaValle, a čeká s ním dítě. Žijí spolu v newyorském Malboru. Definuje sama sebe jako bisexuálku.